# Colonoscòpia
La colonoscòpia és una tècnica diagnòstica, que permet una exploració i visualització directa de tot l'intestí gros i també, si és necessari, la part final de l'intestí prim (ili terminal).
S'utilitza com a prova diagnòstica, permet l'extracció de biòpsies i la realització de teràpia endoscòpica.
Sol ser realitzada per un gastroenteròleg.

## Tècnica
Abans de la seva realització, l'intestí gros (còlon) és preparat de tal forma que no hi quedin residus sòlids (mitjançant laxants o catàrtics). Es realitza un tacte rectal i s'introdueix per l'anus un colonoscopi, que és un tub flexible amb una càmera a l'extrem. Es visualitza de manera progressiva els segments que componen el còlon (recte, sigmoide, còlon descendent, còlon transvers, còlon ascendent i cec). En alguns casos es pot canular la vàlvula ileocecal per valorar l'ili terminal. Per visualitzar l'intestí és necessari introduir-hi aire i l'aparell té llum al seu extrem distal que il·lumina les parets.
La colonoscòpia pot ser duta a terme sota sedació (generalment sedació profunda inconscient), en la qual s'apliquen medicaments intravenosos i el pacient entra en un estat que permet realitzar l'estudi sense experimentar molèsties durant el procediment. No és una anestèsia general car el pacient desperta ràpidament quan sigui requerit i a més respira pels seus propis mitjans.

## Utilitat
Té múltiples aplicacions, algunes de les més freqüents són:
- És el millor estudi per detectar càncer de còlon. Al seu torn pot detectar pòlips que han de ser extrets pel seu estudi (polipectomia endoscòpica). La cerca i extracció dels pòlips del còlon ha demostrat ser summament efectiva en la prevenció del càncer de còlon.
- En el cas d'hemorràgia digestiva baixa, permet detectar-ne la causa i sovint donar-hi tractament. Identifica diverticles, angiodisplàsies, tumors, fissures rectals i hemorroides amb dessagnament actiu. Moltes d'aquestes lesions poden rebre tractament amb injecció de substàncies vasoconstrictores, aplicació de clips, argó plasma o teràpia tèrmica.
- S'utilitza com a diagnòstic de la malaltia inflamatòria intestinal que inclou la colitis ulcerosa i la malaltia de Crohn.

- En la diarrea crònica permet prendre biòpsies per detectar colitis microscòpica.

## Complicacions
- Malgrat la seva correcta realització, no està exempta de risc de complicacions (principalment perforació de còlon i hemorràgia), cosa que es produeix aproximadament en 1/1.000 exploracions, augmentant la probabilitat d'aparició si es realitzen procediments terapèutics (esclerosi, polipectomia, dilatacions, etc. assolint fins a l'1% el risc d'aparició de complicacions).